# Incorporation (psychanalyse)
 (avril 2018).
 (avril 2018).
Si vous disposez d'ouvrages ou d'articles de référence ou si vous connaissez des sites web de qualité traitant du thème abordé ici, merci de compléter l'article en donnant les références utiles à sa vérifiabilité et en les liant à la section « Notes et références ».
L'incorporation est, en psychanalyse, une modalité d'instauration de la première identification au père, notion par laquelle elle appréhende la formation d'un « moi » humain, qui commence par un moi–corps, bien avant d'en arriver à l'élaboration d'un moi psychique en tant qu'« instance ». La sexualité infantile est au premier plan.
Entrent en ligne de compte les théories des premiers psychanalystes : le Freud des Trois essais et de Totem et tabou, Karl Abraham avec la théorie des « stades », Mélanie Klein…
La pulsion à l'œuvre est d'abord la pulsion orale.    

## Manger pour être: premières élaborations d'un «moi» humain

### Freud
C'est dans Totem et tabou que Freud pose pour la première fois le terme d'incorporation, en développant le mythe du meurtre du patriarche et du repas cannibalique qui s'ensuit. « En tuant et mangeant le père de la horde primitive, les membres de la tribu croient pouvoir ainsi s'approprier ses biens et sa puissance. Ils ne font qu'intérioriser à leur insu les interdits et, commençant à se sentir coupables, ils inventent les règles élémentaires du lien social (interdit de l'inceste et du meurtre). L'humanité nait des conséquences de cette incorporation « historique ».  
C'est ce parcours que refait en accéléré chaque petit d'homme."
« L'incorporation… est au point inaugural du surgissement de la structure inconsciente », écrira plus tard Lacan. « À ce stade d’incorporation/éjection, le sujet va chercher ses objets dans le ventre de l’Autre », dit Lacan. Sur le modèle des fantasmes cannibaliques liés à l'oralité, l'incorporation est le premier mode d'identification de l'être humain.
La première chose que l'enfant incorpore, c'est le lait, s'en appropriant ses qualités et ses défauts. Ce liquide d'abord extérieur passe à l'intérieur de son corps. C'est une source de jouissance, de bienfaisance. Cette incorporation donne au lait une grande valeur émotive à l'enfant. Dans ses fantasmes, le nourrisson s'unit à l'objet en se l'incorporant. « Le plaisir d'avoir se confond avec le plaisir d'être » .
C'est par cette incorporation (le lait, le sein, la mère, objets partiels de ses pulsions partielles), que le nourrisson va construire sa perception du monde. 
La manière d'incorporer ces objets partiels et les fantasmes qui y sont liés vont évoluer et se transformer au fil de ses premiers mois de vie.

### Karl Abraham
Ainsi, des modalités d'incorporation différentes se polarisent sur les deux sous-stades du stade oral tels que mis à jour par Karl Abraham :
- Succion : pôle de dépendance pour le stade précoce,
- Morsure : pôle d'agressivité pour le stade sadique-oral.

Au stade sadique-oral, l'agressivité se manifeste. L'enfant mord le sein maternel. La facette de la nécessaire destructivité de l'incorporation se manifeste dans les fantasmes de dévoration, d'anéantissement. En effet, le plaisir de l'incorporation n'est pas séparable de la destruction de l'objet et pourtant, comme dans tout phénomène de cannibalisme, réel ou métaphorique, il s'agit de conserver les propriétés essentielles de l'objet incorporé.

### Mélanie Klein
Les travaux de Mélanie Klein sur la relation d'objet, (l'incorporation est une relation d'objet), permettent d'éclairer avec précision le chemin  qui fait de l'incorporation le modèle corporel de l'introjection, (qui elle-même est modèle de l'identification), processus tout à fait essentiel pour la constitution du moi-même, en tant que celui-ci se forme en se distinguant de l'extérieur et en faisant pénétrer en lui ce qui est bon.
Le bébé est donc d'abord dans le ressenti de plaisir autoérotique et celui de sa toute-puissance. Mais au fil des mois, depuis ce geste premier de téter, le nourrisson a découvert des valeurs moins agréables. La voix qui le rassure peut ne pas répondre, gronder, peut ne pas apporter de la chaleur quand il a froid, le lait peut se faire attendre, le lait peut lui procurer de la douleur digestive, l'enfant prend conscience qu'en incorporant ce lait il peut incorporer une menace, un danger inconnu. Et au fur et à mesure que l'objet se construit il va s'unifier, se rassembler. Le mauvais objet peut avoir des bons côtés et vice versa. Le nourrisson accède à l'ambivalence. Bonne et mauvaise mère n'en font qu'un, ce lait, ce sein, cette mère, peuvent à la fois être source de plaisir et source de déplaisir. L'angoisse apparaît car l'enfant est dans l'impossibilité de se figurer un objet à la fois comme source de plaisir et de déplaisir. À ses buts d'incorporation, commencent à correspondre des peurs et des angoisses orales spécifiques diverses : 
- la peur d'être dévoré ;
- la peur d'ingérer un mauvais objet ;
- la peur de perdre le bon objet en le rejetant ou en le détruisant ;
- la peur de manquer ;
- etc.

C'est ici qu’apparaît un système de défense : le clivage de l'objet qui scinde l'objet en bon objet et en mauvais objet et permet ainsi à l'enfant de se défendre du mauvais. Il repousse aussi violemment qu'il le peut la mauvaise mère, dans un fantasme de destruction et la prise de conscience qu'il peut s'agir en même temps de la bonne mère conduit  à une période transitoire dépressive (entre 6 et 8 mois)
C'est ainsi que les mécanismes d'introjection et de projection peuvent se mettre en place. Les échanges se faisaient essentiellement par la bouche, par incorporation.  Peu à peu, sur le plan psychique l'incorporation deviendra l'introjection du bon, le rejet lui est à l'origine de la projection du mauvais. Ces mécanismes peuvent se mettre en place pour permettre à l'enfant de cohabiter avec deux mères, l'idéale et la réelle. Et aussi pour permettre la formation de la personnalité et accéder à un processus structurant pour le Moi : l'identification. Nous voyons comment les mécanismes automatiques primitifs sont par la suite domestiqués et employés par le moi à ses propres fin.
Pendant tout le stade oral (théorie des stades de Karl Abraham) l'organisation de la personnalité est dominée par le Ça (deuxième topique freudienne). Encore très faible et passif, le Moi (deuxième topique freudienne) émerge doucement…